# Ivan Kuljak
Ivan Vital'evič Kuljak (in russo Иван Витальевич Куляк?; trasl. angl.: Ivan Vitalievich Kuliak; Kaluga, 28 febbraio 2002) è un ginnasta russo, vincitore nel 2022 della medaglia di bronzo in Coppa del Mondo.
Nel 2022 è stato al centro di una polemica che ha suscitato grande indignazione, a livello internazionale, sollevata per il caso scoppiato durante la Coppa del Mondo di ginnastica artistica in corso a Doha, in Qatar, dove Kuliak ha gareggiato nelle parallele indossando una canottiera con lettera “Z”, simbolo dei carri armati russi durante l’invasione dell’Ucraina. Kuliak, classificatosi terzo, era sul podio a fianco dell’ucraino Illja Kovtun, vincitore della gara.